# 南非平鰭鮠
南非平鰭鮠，為輻鰭魚綱鯰形目平鰭鮠科的其中一種，為熱帶淡水魚，分布於非洲尚比亞Ruo河至南非Umkomaas河流域，體長可達12.5公分，棲息在水流快速、礫石底質底層水域，以水生的無脊椎動物為食，生活習性不明，可做為觀賞魚。

## 擴展閱讀
維基物種上的相關：南非平鰭鮠